# 尋常小学校

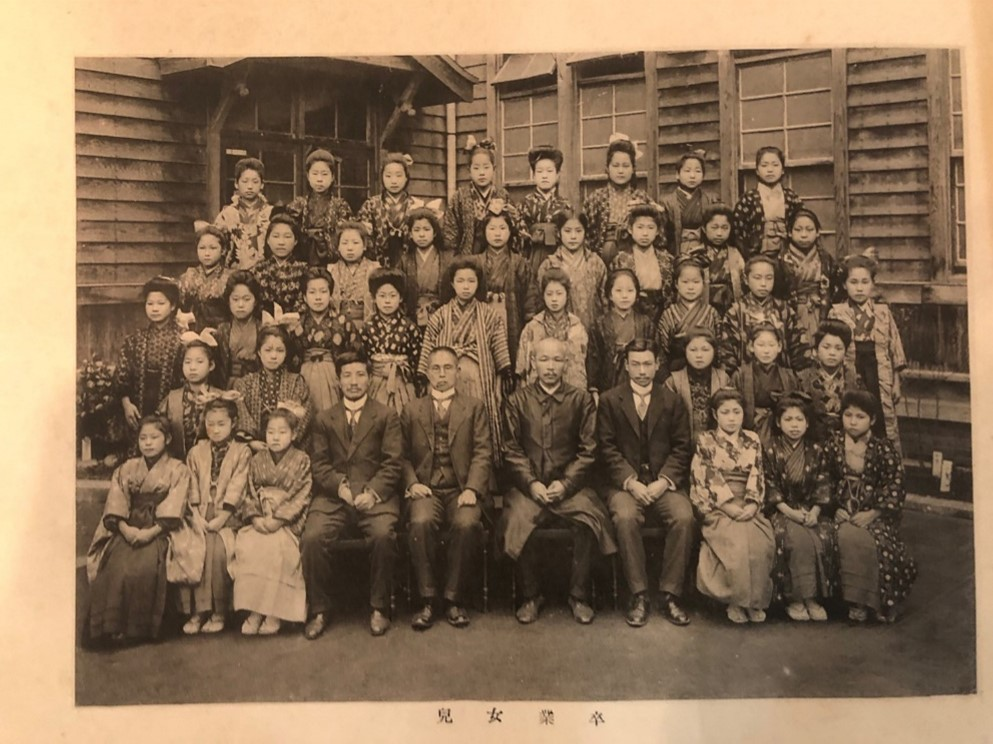
元町尋常小学校（東京市本郷区）卒業写真（1914年3月）

尋常小学校（じんじょうしょうがっこう、旧字体：尋󠄁常小學校󠄁、英語: ordinary elementary school）とは、明治維新から第二次世界大戦勃発前までの時代に存在した初等教育機関の名称。

## 歴史
- 1886年（明治19年）4月10日 - 文部大臣森有礼により小学校令（第1次）が公布される。
  - 小学校が尋常小学校（修業年限:4年）と高等小学校（修業年限:4年）の2段階となる。
  - 尋常小学校の修業年限期間だけが義務教育期間となる[注釈 1]。
- 1890年（明治23年）10月7日 - 小学校令（第2次）の公布により修業年限が3年または4年となる。（1886年の小学校令を廃止。1892年4月1日全面施行）
- 1900年（明治33年）8月20日 - 小学校令（第3次）の公布により修業年限が4年に統一、義務教育の授業料を徴収せず。
  - 小学校令で奨励されたこともあり、全国的に高等科（2年）を併置し、尋常高等小学校となる学校が増加する（将来的に義務教育期間を6年に延長するため）。
- 1907年（明治40年）3月21日 - 小学校令の一部改正により、澤柳政太郎文部次官の下、修業年限が6年に延長。（1908年4月1日から逐年実施）
  - 高等小学校の旧1・2年を尋常小学校5・6年とし、高等小学校の旧3・4年を高等小学校の新1・2年とした。
- 1941年（昭和16年）4月1日 - 国民学校令により、国民学校が設置され、尋常小学校は国民学校初等科に、高等小学校は国民学校高等科となる。
- 1947年（昭和22年）4月1日 - 学制改革（六・三制の実施）により国民学校初等科は小学校になり、高等科は新制中学校に改組された。

| 入学時（修了時）の年齢 | 1900年（明治33年） 小学校令（第3次） | 1907年（明治40年） 小学校令一部改正 | 1941年（昭和16年） 国民学校令 | 1947年（昭和22年） 学制改革（現行） | 2016年（平成28年） 1947年学制と並立（現行） |
| ---------------------- | ------------------------------------ | ----------------------------------- | ----------------------------- | ----------------------------------- | ------------------------------------------- |
| 6歳（7歳）             | 尋常小学校1年                        | 尋常小学校1年                       | 国民学校初等科1年             | 小学校1年                           | 義務教育学校1年                             |
| 7歳（8歳）             | 尋常小学校2年                        | 尋常小学校2年                       | 国民学校初等科2年             | 小学校2年                           | 義務教育学校2年                             |
| 8歳（9歳）             | 尋常小学校3年                        | 尋常小学校3年                       | 国民学校初等科3年             | 小学校3年                           | 義務教育学校3年                             |
| 9歳（10歳）            | 尋常小学校4年                        | 尋常小学校4年                       | 国民学校初等科4年             | 小学校4年                           | 義務教育学校4年                             |
| 10歳（11歳）           | 高等小学校1年                        | 尋常小学校5年                       | 国民学校初等科5年             | 小学校5年                           | 義務教育学校5年                             |
| 11歳（12歳）           | 高等小学校2年                        | 尋常小学校6年                       | 国民学校初等科6年             | 小学校6年                           | 義務教育学校6年                             |
| 12歳（13歳）           | 高等小学校3年                        | 高等小学校1年                       | 国民学校高等科1年             | 中学校1年                           | 義務教育学校7年                             |
| 13歳（14歳）           | 高等小学校4年                        | 高等小学校2年                       | 国民学校高等科2年             | 中学校2年                           | 義務教育学校8年                             |
| 14歳（15歳）           | -                                    | -                                   | -                             | 中学校3年                           | 義務教育学校9年                             |

## 授業内容

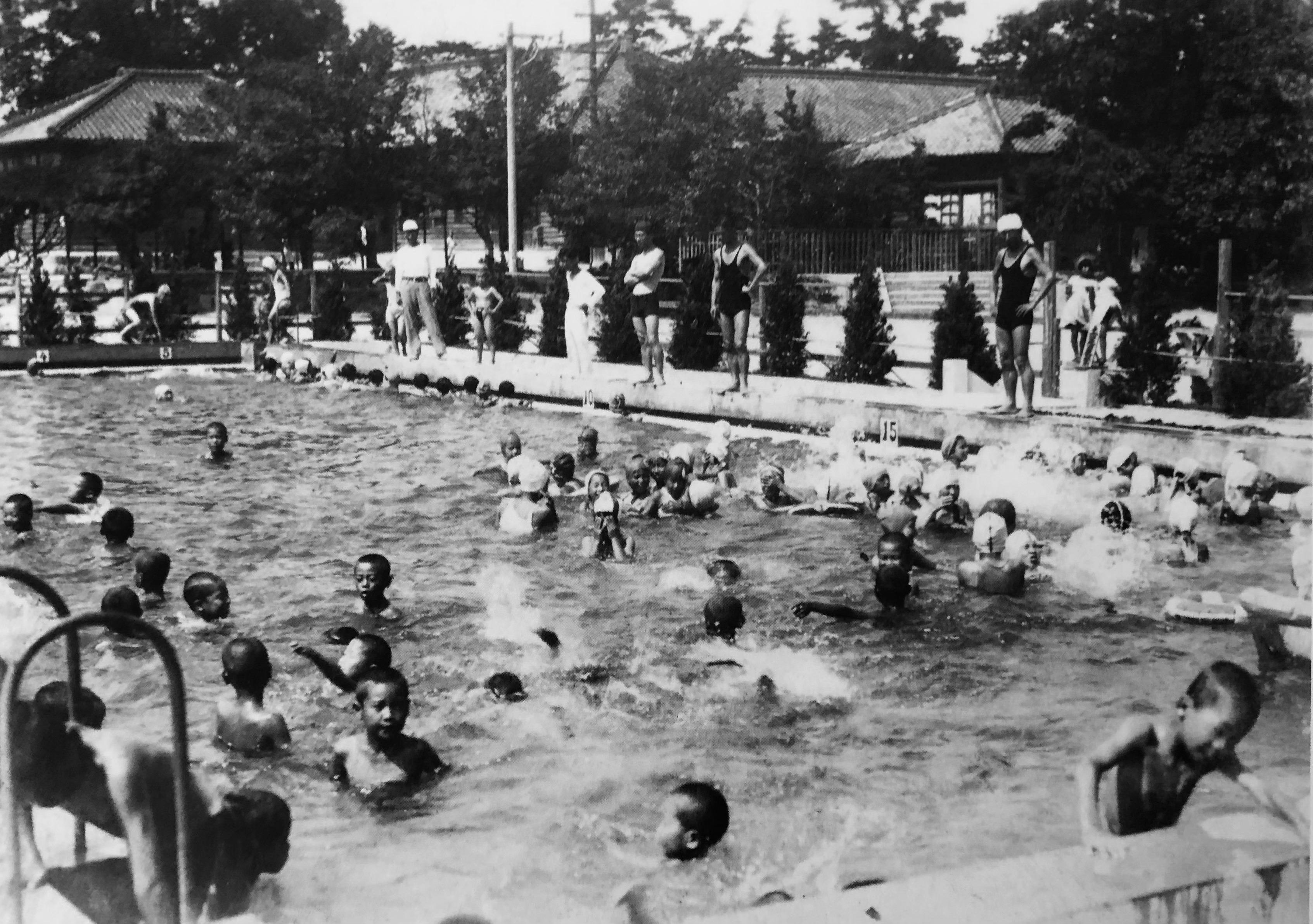
愛知県岡崎市連尺尋常小学校（1937年）

1・2年生が、修身、国語、算術、唱歌、体操、3年以上は、図画、理科、裁縫（女子のみ）、国史、地理が順次加わった。2年生では国語が全時間の過半を占めた。

## 進学実態
尋常小学校卒業後は、旧制中学校・高等女学校・実業学校といった旧制中等教育学校、高等小学校、青年学校普通科などに進学するか就職した。1936年の統計では、旧制中等教育学校に進学する者は21%、まったく進学しない者は13%、高等小学校に進学する者は66%だった。
進学率は年々上昇し、第二次世界大戦のころにはほとんどが進学した。「昔は小学校を出ただけで働いた」というのは、尋常小学のみを指しての話ではないと思われる。ただし高等小学はあくまでも初等教育機関であり、中等レベルの教育を受けられたのは3割程度であった。

## 関連作品
- 『小さな王国』-1918年初出。谷崎潤一郎作。
- 『銀河鉄道の夜』-1934年初出。宮沢賢治作。
- 『風の又三郎』-1934年初出。宮沢賢治作。
- 『少年時代』-1978年から1979年まで週刊少年マガジンに連載され1990年に映画化。藤子不二雄A作。太平洋戦争末期の富山が舞台。